# 1571 год
1571 (ты́сяча пятьсо́т се́мьдесят пе́рвый) год  по юлианскому календарю — невисокосный год, начинающийся в понедельник. Это 1571 год нашей эры, 1‑й год 8‑го десятилетия XVI века 2‑го тысячелетия, 2‑й год 1570‑х годов. Он закончился 454 года назад.
| Пн | Вт | Ср | Чт | Пт | Сб | Вс |
| 1  | 2  | 3  | 4  | 5  | 6  | 7  |
| 8  | 9  | 10 | 11 | 12 | 13 | 14 |
| 15 | 16 | 17 | 18 | 19 | 20 | 21 |
| 22 | 23 | 24 | 25 | 26 | 27 | 28 |
| 29 | 30 | 31 |    |    |    |    |

| Пн | Вт | Ср | Чт | Пт | Сб | Вс |
|    |    |    | 1  | 2  | 3  | 4  |
| 5  | 6  | 7  | 8  | 9  | 10 | 11 |
| 12 | 13 | 14 | 15 | 16 | 17 | 18 |
| 19 | 20 | 21 | 22 | 23 | 24 | 25 |
| 26 | 27 | 28 |    |    |    |    |

| Пн | Вт | Ср | Чт | Пт | Сб | Вс |
|    |    |    | 1  | 2  | 3  | 4  |
| 5  | 6  | 7  | 8  | 9  | 10 | 11 |
| 12 | 13 | 14 | 15 | 16 | 17 | 18 |
| 19 | 20 | 21 | 22 | 23 | 24 | 25 |
| 26 | 27 | 28 | 29 | 30 | 31 |    |

| Пн | Вт | Ср | Чт | Пт | Сб | Вс |
|    |    |    |    |    |    | 1  |
| 2  | 3  | 4  | 5  | 6  | 7  | 8  |
| 9  | 10 | 11 | 12 | 13 | 14 | 15 |
| 16 | 17 | 18 | 19 | 20 | 21 | 22 |
| 23 | 24 | 25 | 26 | 27 | 28 | 29 |
| 30 |    |    |    |    |    |    |

| Пн | Вт | Ср | Чт | Пт | Сб | Вс |
|    | 1  | 2  | 3  | 4  | 5  | 6  |
| 7  | 8  | 9  | 10 | 11 | 12 | 13 |
| 14 | 15 | 16 | 17 | 18 | 19 | 20 |
| 21 | 22 | 23 | 24 | 25 | 26 | 27 |
| 28 | 29 | 30 | 31 |    |    |    |

| Пн | Вт | Ср | Чт | Пт | Сб | Вс |
|    |    |    |    | 1  | 2  | 3  |
| 4  | 5  | 6  | 7  | 8  | 9  | 10 |
| 11 | 12 | 13 | 14 | 15 | 16 | 17 |
| 18 | 19 | 20 | 21 | 22 | 23 | 24 |
| 25 | 26 | 27 | 28 | 29 | 30 |    |

| Пн | Вт | Ср | Чт | Пт | Сб | Вс |
|    |    |    |    |    |    | 1  |
| 2  | 3  | 4  | 5  | 6  | 7  | 8  |
| 9  | 10 | 11 | 12 | 13 | 14 | 15 |
| 16 | 17 | 18 | 19 | 20 | 21 | 22 |
| 23 | 24 | 25 | 26 | 27 | 28 | 29 |
| 30 | 31 |    |    |    |    |    |

| Пн | Вт | Ср | Чт | Пт | Сб | Вс |
|    |    | 1  | 2  | 3  | 4  | 5  |
| 6  | 7  | 8  | 9  | 10 | 11 | 12 |
| 13 | 14 | 15 | 16 | 17 | 18 | 19 |
| 20 | 21 | 22 | 23 | 24 | 25 | 26 |
| 27 | 28 | 29 | 30 | 31 |    |    |

| Пн | Вт | Ср | Чт | Пт | Сб | Вс |
|    |    |    |    |    | 1  | 2  |
| 3  | 4  | 5  | 6  | 7  | 8  | 9  |
| 10 | 11 | 12 | 13 | 14 | 15 | 16 |
| 17 | 18 | 19 | 20 | 21 | 22 | 23 |
| 24 | 25 | 26 | 27 | 28 | 29 | 30 |

| Пн | Вт | Ср | Чт | Пт | Сб | Вс |
| 1  | 2  | 3  | 4  | 5  | 6  | 7  |
| 8  | 9  | 10 | 11 | 12 | 13 | 14 |
| 15 | 16 | 17 | 18 | 19 | 20 | 21 |
| 22 | 23 | 24 | 25 | 26 | 27 | 28 |
| 29 | 30 | 31 |    |    |    |    |

| Пн | Вт | Ср | Чт | Пт | Сб | Вс |
|    |    |    | 1  | 2  | 3  | 4  |
| 5  | 6  | 7  | 8  | 9  | 10 | 11 |
| 12 | 13 | 14 | 15 | 16 | 17 | 18 |
| 19 | 20 | 21 | 22 | 23 | 24 | 25 |
| 26 | 27 | 28 | 29 | 30 |    |    |

| Пн | Вт | Ср | Чт | Пт | Сб | Вс |
|    |    |    |    |    | 1  | 2  |
| 3  | 4  | 5  | 6  | 7  | 8  | 9  |
| 10 | 11 | 12 | 13 | 14 | 15 | 16 |
| 17 | 18 | 19 | 20 | 21 | 22 | 23 |
| 24 | 25 | 26 | 27 | 28 | 29 | 30 |
| 31 |    |    |    |    |    |    |

## События
- 1493—1593 — Столетняя хорватско-османская война. Серия вооружённых конфликтов между Королевством Хорватия и Османской империей[1].
- 1507—1622 — Португало-персидская война. Ряд вооружённых конфликтов между колониалистской Португалией и вассальным Ормузом, с одной стороны, и Сефевидской империей, поддерживаемой англичанами, с другой[2].
- 1511—1641 — Малайско-португальская война. Вооружённый конфликт XVI-XVII веков, в котором Малаккский султанат при поддержке империи Мин, Голландской Ост-Индской компании (с 1607) и Джохора безуспешно сопротивлялся Португальской империи, стремившейся захватить Малакку и установить контроль над торговлей между Индией и Китае[3].
- 1566—1609 — первый этап Нидерландской буржуазной революции (Восьмидесятилетняя война). Религиозно-идеологическая, политическая и социально-экономическая борьба Семнадцати провинций за независимость от испанского владычества[4].
- 1570—1573 — Кипрская война[5].
  - 17 сентября 1570—5 августа 1571 — осада Фамагусты[6].
  - 7 октября — Битва при Лепанто между флотом Священной Лиги и флотом Османской империи, одно из крупнейших морских сражений в истории[7]. Полная победа христианского флота, конец османскому владычеству на Средиземном море[5].
- 1571—1572 — восстание горожан в Тебризе.
- Открылась Лондонская биржа.
- Английский парламент принял окончательную редакцию англиканского символа веры («39 статей»).
- Принц Вильгельм I Оранский начал переговоры с Францией и Англией, обещав Англии Голландию и Зеландию, Франции — Геннегау, Артуа и Фландрию, а сам он должен был стать курфюрстом Брабанта.
- Фернандо Альба ввёл алькабалу. Вся экономическая жизнь Нидерландов приостановилась, началась массовая эмиграция населения.
- К тунисским берегам подошёл флот Хуана Австрийского. Алжирцы вывели войска из Туниса.
- Подавление испанцами восстания морисков в Андалусии.

## Русское государство
Царствование: 1533—1584 — Иван IV Васильевич Грозный
- 1558—1583 — Ливонская война[8].
- 1565—1572 — Опричнина[9].
- 1571—1574 — (марийцы) начали 2-ю Черемисскую войну[10].
- Январь—март — Воротынский Михаил Иванович руководит "советом" представителей детей боярских и служилых людей "по прибору" южных уездов, занятых на сторожевой и станичной службе. В итоге были разработаны системные меры по охране границы, надолго вошедшие в практику[11].
- 21 августа 1570—16 марта 1571 — снятие осады Ревеля обороняемого шведским гарнизоном, войсками короля Магнуса в ходе Ливонской войны. В результате неудачных действий воевод В.И. Умного-Колычева и И.П. Яковли Хирона она окончилась полным провалом[12].
- 5 апреля — от русского посла в Крымском ханстве, царь получает известие о подготовке войск крымского хана Девлет-Гирея к походу на русскую «украину»[13].
  - Апрель — дети боярские городов: Белёв, Калуга, Серпухова и Кашира, пострадавших от опричнины, предлагают хану свою помощь в качестве проводников и лазутчиков[13].
  - 16 мая — Иван Грозный вместе с опричным войском выступает из Александровской слободы к Серпухову, навстречу 40-тысячной Орде крымского ханы[13].
  - Май — набег Девлет-Гирея на Москву в результате переговоров с черемисскими князьями Качаком и Адаем.
  - 23 мая — основное войско татар разбили опричный отряд и подошли к Москве. Сожжение московских посадов[14].
  - 24 мая — Крымский хан Девлет-Гирей осадил Москву и сжёг её дотла. Захватив трофеи и огромный полон хан отступает[14].
  - 24 мая — в критические часы грандиозного пожара в столице, только Передовой полк Воротынского Михаила Ивановича оказал организованное сопротивление крымским отрядам[11].
  - На обратном пути крымцы разграбили центральные и южные уезды страны, уведя в плен 50-60 тысяч человек[14].
  - Сожжён дотла г. Кашира[15], разорен г. Пушкино[16], сожжена деревянная крепость Малоярославец (в дальнейшем застройка велась на территории посада)[17].
  - Конец мая — лето — опале и казням подвергаются многие бояре отвечающие за оборону Москвы и некоторые видные опричники[13].
  - Мстиславский Иван Фёдорович из-за неудачной обороны южных границ страны, вместо царя взял на себя вину в поражении русских войск и сожжения Москвы. Прощён после обращения к царю Освящённого собора и московских чинов, давших за него поручную грамоту[18].
  - Середина июля — вернувшись в Александровскую слободу, царь расследует причины поражения войска и разорительного московского пожара[13].
  - Нападение Девлет I Гирея выявило неэффективность оборонительных мер московского правительства, а также факты прямых измен служилых людей, что подвигло царя Ивана Грозного к осуществлению реформ в военной области[14].
  - Разработан «Боярский приговор о станичной и сторожевой службе», который считается первым воинским уставом в России[19].
- 4 февраля — Щелкалов Василий Яковлевич, в Посольской палате вместе с братом принимал и "вспрашивал" турецкого посла Бустана Чилибея[20].
- 22 июня — Щелкалов Василий Яковлевич в Московском кремле самостоятельно принимал датского посла Элиаса Эйзенберга, брал у него вручительные грамоты и 27 июня давал ему ответ[20].
- Лето — Мстиславский Иван Фёдорович, после гибели И.Д. Бельского, возглавил Боярскую думу в земщине[18].
- Осень — хан Девлет I Гирей впервые выдвинул требование возвращения к признанию за ним статуса наследника Золотой Орды с немедленной «уступкой» Казани и Астрахани, а также уничтожения русских укреплений на реках Сунжа и Терек. Отказ Ивана Грозного от выполнения этих требований побудило крымского хана совершить новый набег в 1572 году[14][21].
  - Срыта, возведённая в 1567 году военная крепость Терки, после турецко-крымского похода на Астрахань в 1569 году и набега хана Девлет I Гирея на Москву в 1571 году[22].
- Осень — Иван Грозный устраивает в Александровской слободе смотр невест, на которой свезено около 2.000 тысяч претенденток[13].
  - 28 октября — Иван Грозный женится в третий раз — на Марфе, дочери коломенского сына боярского Василия Степановича Собакина Большого[13].
  - Ночь с 13 на 14 ноября — умирает новая царская жена Марфа Собакина, по преданию выпившая какое то зелье, присланное матерью, через какого-то придворного[13].
- 4 ноября (по другим данным 8) — Иван Грозный женит сына царевича Ивана на Евдокии Богдановне, дочери боярина Богдана Юрьевича Сабурова[13][23].
- Конец года — Иван Грозный вместе с сыновьями Иваном и Фёдором выезжают в Великий Новгород в сопровождении свиты, на этот раз с миром[13].
- Сибирский хан Кучум прекращает платить ясак Русскому государству[24].
- На службу Государю выехали родоначальники дворянских родов: Бехтеевы, Гневашевы, Глотовы и Дирины[25].
- Пожалован окольничеством: Хворостинин Дмитрий Иванович (весна) (см. 1569 год)[26]. Хворостинин Иван Михайлович[27].
- Впервые в источниках упоминается Стрелецкая изба (Стрелецкий приказ). По другим данным приказ возник в результате реформ 1550-х годов[28].

### Города и поселения
- Около 1571 (по другим данным в 1555-1557) — основана, как сторожевая крепость Тетюши, ставшая одним из опорных пунктов по присоединению Поволжья[29].
- Впервые упомянут Бахмут (сов. Артёмовск)[30].

### Руководители приказов
| Года      | Приказ            | Ф,И,О главы                     | Примечания |
| --------- | ----------------- | ------------------------------- | ---------- |
| 1570-1575 | Разрядный приказ  | Щелкалов Василий Яковлевич      |            |
| 1570-1594 | Посольский приказ | Щелкалов Андрей Яковлевич       |            |
| 1570-1588 | Казанского дворца | Щелкалов Андрей Яковлевич       |            |
| 1565-1572 | Большого дворца   | Захарьин-Юрьев Никита Романович |            |

## Начало правления
См. также: Список глав государств в 1571 году
- 1571—1576 — Стефан Баторий становится князем Трансильвании (семиградский) после скоротечной гражданской войны[33].

## Родились

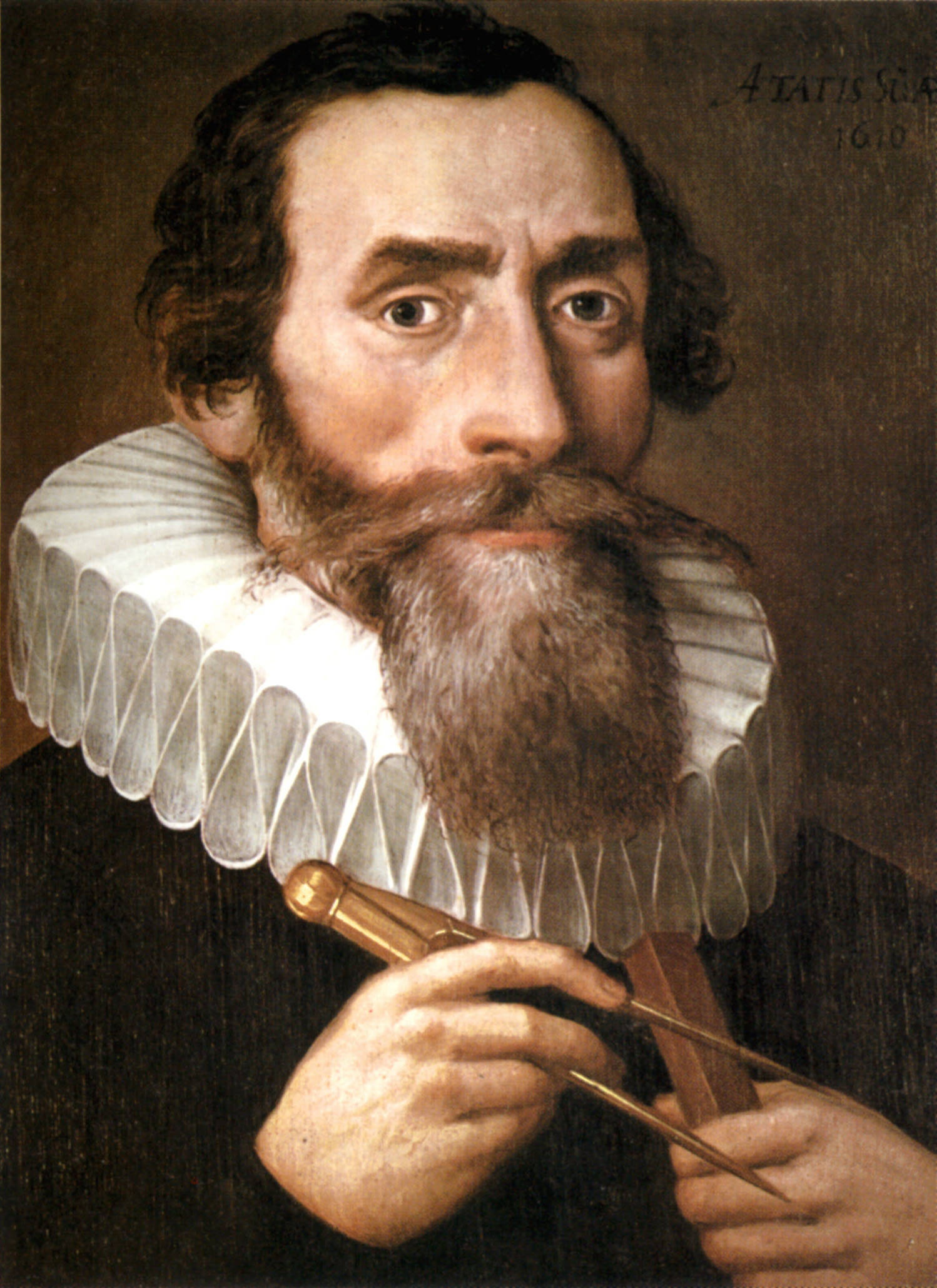
Изображение Иоганна Кеплера.

См. также: Категория:Родившиеся в 1571 году
- 9 января — Карл Бонавентура граф Бюкуа, генерал
- 27 января — Аббас I Великий, шах Ирана с мая 1587[34] из династии Сефевидов, крупный военачальник.
- 29 сентября — Микеланджело да Караваджо, итальянский художник, реформатор европейской живописи XVII века, один из крупнейших мастеров барокко. Один из первых применил манеру письма «кьяроскуро» — резкое противопоставление света и тени.
- 27 декабря — Иоганн Кеплер — немецкий математик, астроном, оптик и астролог. Открыл законы движения планет.
- Блау, Виллем — голландский картограф и издатель.
- Ман, Томас — английский экономист, меркантилист.
- Преториус, Михаэль — немецкий теоретик музыки, композитор и органист. Автор крупнейшего в Германии XVII века музыкального трактата «Устройство музыки» («Syntagma musicum»).
- Хасэкура Цунэнага — самурай, первый японец, побывавший в Европе с дипломатической миссией.

## Скончались

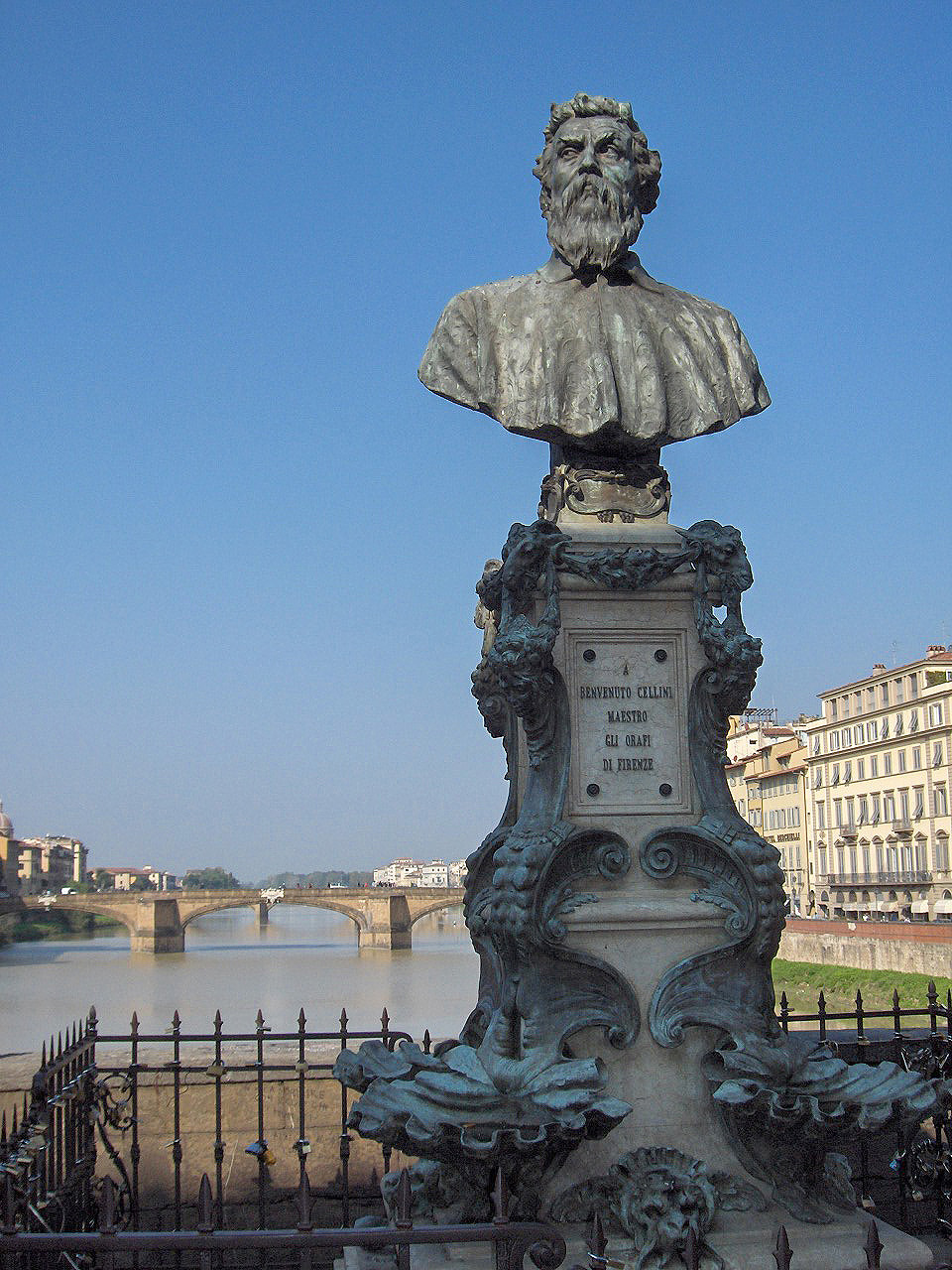
Бюст Бенвенуто Челлини.

См. также: Категория:Умершие в 1571 году
- Аббате, Никколо дель — итальянский живописец.
- Анимучча, Джованни — итальянский композитор эпохи Возрождения.
- Благослав, Ян — чешский гуманистический писатель, поэт, переводчик, этимолог, песнопи́сец, грамматист, музыкант и теоретик.
- Доротея Саксен-Лауэнбургская — супруга короля Дании и Норвегии Кристиана III.
- Иоахим II Гектор — курфюрст Бранденбурга, сын Иоахима I наследовал отцу своему в 1535 году в Старой и Средней мархии.
- Кастро Тито Куси Юпанки, Диего де — предпоследний потомок правителей Инков по мужской линии, внук Уайна Капака и сын Манко Инки Юпанки.
- Мартин Афонсу ди Соуза — португальский фидалгу и мореплаватель.
- Мори Мотонари — известный даймё в регионе Тюгоку в эпоху Сэнгоку Дзидай. Правитель провинции Аки (современная префектура Хиросима).
- Пимен — архиепископ Новгородский, сторонник Ивана Грозного, но позже обвинённый им в измене.
- Феодорит Кольский — святой Русской церкви.
- Челлини, Бенвенуто — выдающийся итальянский скульптор, ювелир, живописец, воин и музыкант эпохи Ренессанса.
- Янош II Запольяи — сын Яноша Запольяи, король Венгрии с 1540 по 1570, большую часть этого периода страной управляла его мать Изабелла Ягеллонка при поддержке Сулеймана I Великолепного.